# Strážiště (okres Mladá Boleslav)
Obec Strážiště (německy Straschischt) se nachází v okrese Mladá Boleslav, kraj Středočeský. Rozkládá se asi deset kilometrů severozápadně od města Mnichovo Hradiště. Žije zde 134 obyvatel. Součástí obce je i vesnice Kozmice.

## Historie
První písemná zmínka o obci pochází z roku 1400.

### Územněsprávní začlenění
Dějiny územněsprávního začleňování zahrnují období od roku 1850 do současnosti. V chronologickém přehledu je uvedena územně administrativní příslušnost obce v roce, kdy ke změně došlo:
- 1850 země česká, kraj Jičín, politický okres Mladá Boleslav, soudní okres Mnichovo Hradiště;[4]
- 1855 země česká, kraj Mladá Boleslav, soudní okres Mnichovo Hradiště;[4]
- 1868 země česká, politický i soudní okres Mnichovo Hradiště;[4]
- 1939 země česká, Oberlandrat Jičín, politický i soudní okres Mnichovo Hradiště;[5]
- 1942 země česká, Oberlandrat Praha, politický okres Mladá Boleslav, soudní okres Mnichovo Hradiště;[6]
- 1945 země česká, správní i soudní okres Mnichovo Hradiště;[7]
- 1949 Liberecký kraj, okres Mnichovo Hradiště;[8]
- 1960 Středočeský kraj, okres Mladá Boleslav.[9]

### Rok 1932
V obci Strážiště (přísl. Kozmice, 320 obyvatel) byly v roce 1932 evidovány tyto živnosti a obchody: bednář, cihelna, družstvo pro rozvod elektrické energie v Kozmicích, 3 hostince, 2 obchody se smíšeným zbožím, spořitelní a záložní spolek pro Strážiště, 2 trafiky.

## Pamětihodnosti
- Kaple na návsi

## Doprava
Silniční doprava
Do obce vede silnice III. třídy.
Železniční doprava
Železniční trať ani stanice na území obce nejsou. Nejblíže obci je železniční stanice Mnichovo Hradiště ve vzdálenosti 9 km ležící na trati 070 v úseku z Mladé Boleslavi do Turnova.
Autobusová doprava
V obci měla zastávku v pracovních dnech června 2011 autobusová linka Mnichovo Hradiště-Jivina-Cetenov,Hrubý Lesnov (4 spoje tam i zpět) (dopravce TRANSCENTRUM bus, s.r.o.).